# Юсуповський палац
Юсу́повський пала́ц (також Кореї́зький пала́ц) — пам'ятка архітектури місцевого значення і найбільш закрита пам'ятка Криму, яка перебуває в управлінні Держуправсправами президента України у смт Кореїз.

## Архітектура
Палац був спроектований ялтинським архітектором М. П. Красновим. В архітектурі Юсуповського палацу простежується неороманський стиль і різні елементи архітектури епохи італійського Відродження. Сходові площадки і арки біля входу прикрашені скульптурами левів, різних персонажів з давньогрецької міфології, виконаних з мармуру і привезених з Венеції.
Переважна частина інтер'єру виготовлена в стилі модерн — білі емалеві панелі з полицями для порцелянової та бронзової пластики, віденські стільці, кутові дивани тощо. Єдиним винятком був кабінет господаря — із старовинним французьким гобеленом, масивними письмовим столом, шафою та курильними кріслами.

## Палацовий парк
Парк Юсуповського палацу був закладений одним з найвідоміших садівників того часу Карлом Кебахом. Територія парку займає 16,5 га, тут росте близько 7,5 тисяч рослин, які відносяться до 200 видів декоративних дерев і чагарників, 32 з них є рідкісними; 155 дерев мають вік від 100 до 500 років.

## Історія палацу
Раніше на місці Юсуповського палацу знаходився «Рожевий будинок» — маєток Ганни Сергіївни Голіциної, яка у XVIII столітті оселилася у Криму. На початку 1880 року князь Фелікс Феліксович Юсупов-старший придбав маєток у винороба Морозова. А в 1909 році, за проектом архітектора М. П. Краснова, «Рожевий будинок» перебудовується та набуває сучасного вигляду.
Князівська династія Юсупових була однією з найбагатших та найвпливовіших аристократичних родин в Російській імперії. Восени 1912 року в палаці відбулися заручини Фелікса Юсупова-молодшого з княжною Іриною Олександрівною, племінницею імператора Миколи II.
У революційні часи 1917 року будівля палацу залишилася цілою. Деякий час тут, після Жовтневого перевороту, перебував Фелікс Юсупов-молодший із дружиною, який вцілів у часи терору завдяки своїй участі у вбивстві Григорія Распутіна. Наприкінці березня 1918 року до Ялти увійшла німецька армія, а 13 квітня 1919 року англійський дредноут «Мальборо» вивіз із Росії останніх членів імператорського дому Романових, у тому числі і родину Юсупових.
У другій половині 1920-х років палац був націоналізований та переданий Всеросійській надзвичайній комісії як Будинок відпочинку для її працівників (державна дача № 4). У 1925–1926 роках тут зупинявся Ф. Е. Дзержинський.
Друга світова війна також залишила палац недоторканим. Тут проживав Й. В. Сталін під час Ялтинської конференції. Також там пройшла нарада міністрів закордонних справ та урочистий обід на честь президента США Ф. Рузвельта та прем'єр-міністра Великої Британії В. Черчилля. З тих часів тут збереглися деякі елементи інтер'єру, більярд та письмовий стіл Й. Сталіна.
У післявоєнні часи будівлю палацу передали Центральному Комітету КПРС. Тут була влаштована державна дача, де відпочивало багато партійних та державних діячів Радянського Союзу, а також керівники закордонних комуністичних партій.
До горбачовської перебудови Юсуповський палац — держдача № 4 — був секретним об'єктом, але на хвилі відмови від партійно-номенклатурних пільг відкрився для відвідання і був переданий Ялтинській міськраді. У 1997 році палацово-парковий комплекс було передано в оренду на 25 років ТОВ «Яліта-Т». Однак майже через чотири роки договір у судовому порядку визнали недійсним, і через рік після того Ялтинська міськрада передала комплекс у держвласність і в управління ДУСі. І сьогодні Юсуповський палацово-парковий садибний комплекс — знову закритий об'єкт, із 2002 року є державною резиденцією.
Коли комплекс орендувала «Яліта», він отримав статус пам'ятки місцевого значення. За словами В'ячеслава Зарубіна, заступника голови рескомітету з охорони культурної спадщини автономії, палацово-парковий комплекс включає: власне віллу Фелікса Феліксовича Юсупова, садибний парк, малий будинок перед віллою, кухню, винпідвал, паркові споруди, колишню купальню, альтанку з комплексом приміщень (на нижньому поверсі). «Сюди ж включено (хоча це не входить у держдачу) власницький будинок княгині Голіциної, також дачу графині Сізенгаузен, фонтан, караван-сарай тощо — цілий ряд об'єктів, — пояснює пан Зарубін. — Тобто ми ніби як знаємо ці об'єкти, 2001 року ми їх ще бачили, дивилися, коли готували документацію для постановки на облік. До речі, велику роботу було проведено за підтримки „Яліти“, вони готували документи. З погляду інвентаризації об'єктів, ситуація непогана, але після набуття статусу резиденції ми не знаємо, що там відбувається. Коли ми звертаємося до висновків охоронного договору, нам відповідають: режимний об'єкт. На сьогодні я можу відверто сказати: стосовно цього об'єкта закон про охорону культурної спадщини не виконується в частині укладання охоронного договору».
Рада міністрів окупованого Криму 21 жовтня 2014 року прийняла незаконне рішення про безкоштовне користування управлінням справами президента Росії об'єктами, які знаходилися раніше у власності управління справами президента України.

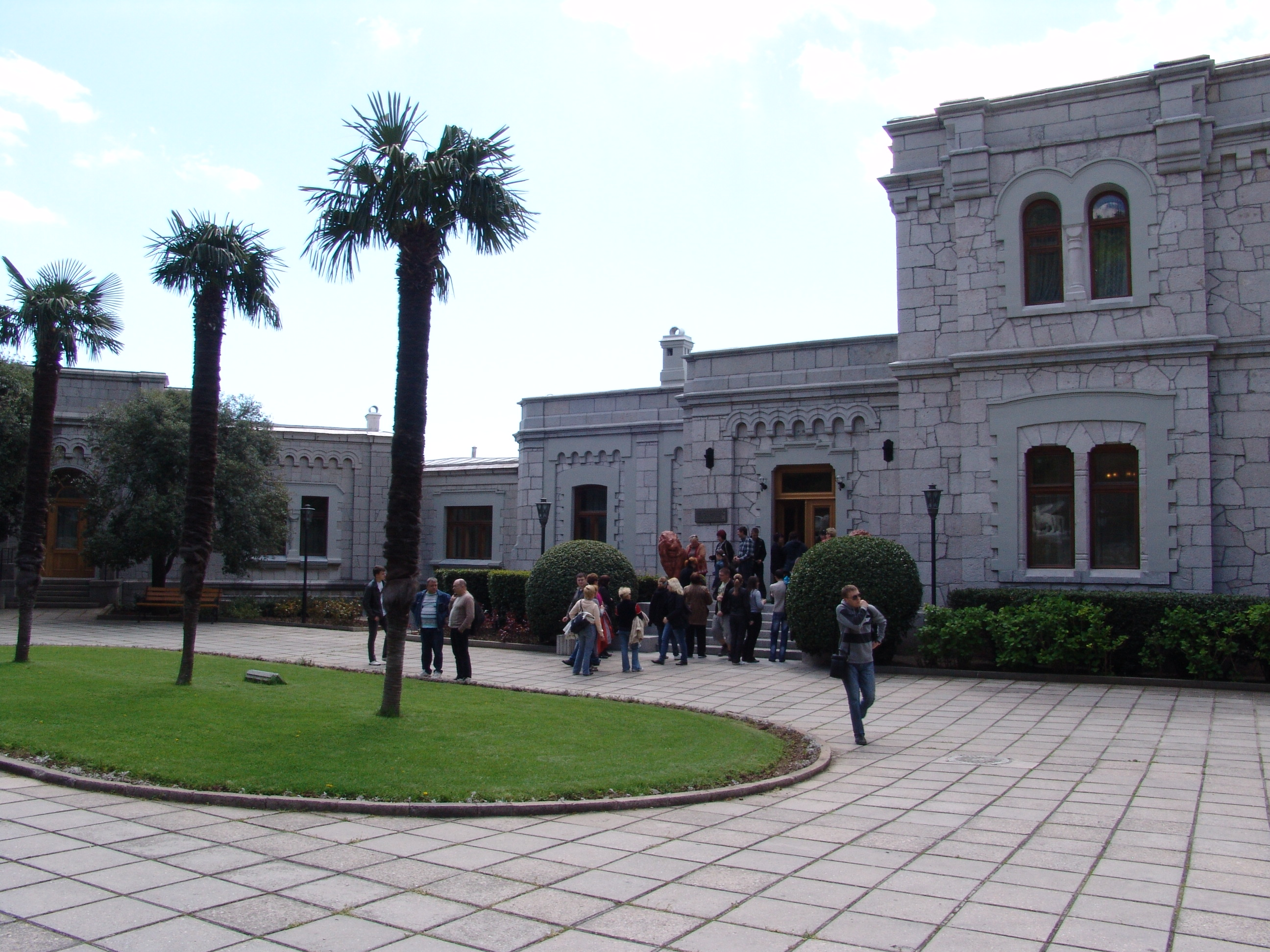
Майданчик перед входом у 2011 році, до окупації

Після окупації Криму Росією у березні 2014 року — Юсуповський палац став спецкомплексом Управління справами Президента Російської Федерації.